# 아크로팬
아크로팬(Acrofan)은 대한민국의 IT 정보 사이트이다. PC전문 하드웨어 벤치 사이트와 오프라인 월간지 PC라인 기자 출신의 류재용이 2006년 10월부터 공부를 위해 만든 1인 미디어였으나, 자료가 누적되며 기업화되었다. 주로 IBM, HP 등 기술기업들의 발표자료를 한글화하여 소개하고 있다. 다음, 네이버, 게임조선 등 10여 개의 온라인 미디어에 IT뉴스를 제공하고 있다.